# Paul Lütkemann
Paul Lütkemann, również: Luetkemann, Littkemann, Lütgemann (ur. ok. 1555 w Kołobrzegu, zm. między 1611 a 1616 we Frankfurcie nad Odrą) – niemiecki kompozytor i instrumentalista epoki wczesnego baroku.

## Życiorys
W 1578 roku Lütkemann rozpoczął studia na Uniwersytecie Viadrina we Frankfurcie nad Odrą. Od roku 1587 zatrudniony był jako muzyk miejski w Wismarze, a od 1588 w Szczecinie, gdzie do jego zadań należało muzykowanie w kościołach św. Jakuba i św. Mikołaja, oraz granie hejnałów. Około roku 1606 opuścił Szczecin i powrócił do Frankfurtu, gdzie pełnił funkcję podobną jak w innych miastach. Ostatnie wzmianki o nim pochodzą z roku 1611. W roku 1613 przez miasto przeszła epidemia dżumy, nie wiadomo jednak czy Lütkemann ją przeżył, czy nie. Z 1616 roku pochodzi wydanie jego dzieł, określone już jako pośmiertne.

## Twórczość
Lütkemann pisał zarówno muzykę wokalną, jak i instrumentalną. Jeszcze za jego życia, w Szczecinie wydane zostały dwie księgi jego kompozycji:
- zbiór pieśni niemieckich i łacińskich, fantazji i innych utworów (1597)
- zbiór Motetae aliquot... zawierający 6-głosowy motet Patria rara tibi lucent iam lumnia oraz 5-głosowe pieśni i utwór instrumentalny (1605)

Dużo więcej kompozycji znalazło się w pośmiertnym zbiorze wydanym we Frankfurcie nad Odrą w roku 1616, przez oficynę Friedricha Hartmanna. Zbiór obejmował pieśni kościelne, opracowane na 4, 5 i 6 głosów, przeznaczone na wszystkie niedziele i święta roku liturgicznego. Ponadto Lütkemann komponował wiele drobnych utworów okazjonalnych, co wynikało z jego zatrudnienia.
Najważniejszym dokonaniem Lütkemanna są jego fantazje chorałowe zawarte w zbiorze z roku 1597. Fantazje te są rzadkim w tamtej epoce przykładem instrumentalnego opracowania melodii chorałowych, a czasem też popularnych pieśni. Kompozycje te przeznaczone na instrumenty smyczkowe, w większości 5-głosowe, cechują się zaawansowaną, imitacyjną polifonią, niekiedy nowatorskimi rozwiązaniami formalnymi, oraz swobodnym traktowaniem źródłowej melodii, która bywa ozdabiana, przetwarzana rytmicznie, lub urozmaicana krótkimi wstawkami. Czasem też pojawia się fragmentarycznie w różnych głosach. Najbardziej znanym spośród tych utworów jest fantazja na temat pieśni Innsbruck, ich muß dich lassen Heinricha Isaaca.

## Dyskografia
- Musica Antiqua Köln - Musica Baltica (1. Choralfantasie a 5 "Innsbruck, ich muß dich lassen", 2. Fantasia a 5), Archiv Produktion 459 619-2